# アクセルハイベルグ氷河
アクセルハイベルグ氷河（アクセルハイベルグひょうが）は、南極大陸にある谷氷河であり、全長は30 nmi (35 mi)で、南極高原の標高が高い地域から標高がほぼ0 mのロス棚氷まで、ハーバート山脈とクイーンモード山脈のドン・ペドロ・クリストフェルセン山の間を流れる。
この巨大な氷河は1911年11月にノルウェーの探検家ロアール・アムンセンが発見し、同じくノルウェーの実業家で、ノルウェーの多くの極地探検を後援したアクセル・ハイバーグにちなんで命名した。アムンセンの南極点遠征の際、アムンセンはこの氷河を通って南極高原へと登り、南極点への到達に成功した。
他の「放水口」とされる氷河、例えばベアードモア氷河、シャクルトン氷河、リヴ氷河などと異なり、この氷河は山岳氷河としての効果もある。氷河の輝緑岩の縁によって南極高原から切り離されており、氷河の氷は全て流域内で降った大量の雪から供給されている。氷河は水平方向32 kmで標高差2,700 mを駆け下り、標高差の大半は水平方向11 kmで起こる。